# Ансальди, Кристиан
Кристиа́н Даниэ́ль Анса́льди (исп. Cristian Daniel Ansaldi; род. 20 сентября 1986 года, Росарио) — бывший аргентинский футболист, левый защитник. Сыграл 5 матчей за сборную Аргентины, был в составе команды на чемпионате мира 2018 года, но на поле не выходил.

## Клубная карьера
Начал свою карьеру в 2005 году в клубе «Ньюэллс Олд Бойз».
В январе 2008 года перешёл в казанский «Рубин» за 3,6 млн евро, подписав с клубом пятилетний контракт. Играл на позиции левого или правого защитника. До «Рубина» никогда не играл на месте правого защитника.
В июне 2010 года продлил контракт с «Рубином» до лета 2013 года. В январе 2012 года продлил контракт с «Рубином» до 31 декабря 2014 года.
29 июля 2012 года в домашней игре против «Алании» Кристиан провел свой 100-й матч в футболке казанского клуба.
4 августа 2013 года было объявлено о переходе Ансальди в «Зенит» за 6 млн евро, соглашение рассчитано на 4 года. 17 августа 2013 года дебютировал за «Зенит» в чемпионате России и поразил ворота махачкалинского «Анжи».
28 июля 2014 года защитник «Зенита» Кристиан Ансальди прибыл в расположение мадридского «Атлетико» для прохождения медицинского обследования. Сперва предполагалось, что игрок перейдёт в испанский клуб за € 7 млн, однако в итоге клубы договорились о годичной аренде. Дебютировал за новый клуб в матче Суперкубка Испании против «Реал Мадрида», выйдя на замену на 64 минуте. В чемпионате Испании провёл лишь семь матчей, причина тому травмы. В июне 2015 вернулся в расположение «Зенита».
31 августа был отдан в аренду в итальянский клуб «Дженоа» до конца сезона. После окончания срока аренды, «Дженоа» выкупил его трансфер, после чего перепродал футболиста в миланский «Интер». Выступал за миланский клуб в сезоне 2016/17, проведя 21 матч в Серии А. В августе 2017 года «Интер» отдал Ансальди в аренду «Торино» на два года. В сезонах 2017/18 и 2018/19 был основным игроком команды, проведя 49 матчей в чемпионате Италии.
В 2019 году перешёл в «Торино» на постоянной основе. И в том же сезоне 2019/2020 Ансальди провел 32 матча во всех турнирах, забил 7 голов и сделал 7 голевых передач.
22 августа 2022 года Кристиан Ансальди стал игроком «Пармы».

## Сборная Аргентины
В ноябре 2009 был приглашен в сборную Аргентины. Дебютировал на основную сборную 15 ноября 2009 года в товарищеском матче против Испании (1:2), Ансальди провел на поле 90 минут и заработал жёлтую карточку. 23 января 2013 года был вызван в сборную на товарищеский матч против Швеции. 31 июля вызван в сборную на товарищеский матч против Италии. 12 ноября 2014 года забил свой первый гол, в ворота сборной Хорватии, товарищеская игра закончилась победой Аргентины (2:1).
В мае 2018 года главный тренер сборной Аргентины Хорхе Сампаоли достаточно неожиданно включил Ансальди в заявку на чемпионат мира 2018 года в России, хотя к тому моменту Ансальди не играл за сборную уже 4 года. Однако в итоге на поле на чемпионате мира Кристиан так и не вышел.

## Достижения

### Клубные
«Рубин»
- Чемпион России (2): 2008, 2009
- Обладатель Кубка России: 2012
- Обладатель Суперкубка России: 2010, 2012

«Зенит» (Санкт-Петербург)
- Обладатель Суперкубка России: 2015

«Атлетико Мадрид»
- Обладатель Суперкубка Испании: 2014

### Личные
- В списке 33 лучших футболистов чемпионата России (3): № 1 (2009); № 2 (2008, 2012)

## Личная жизнь
По словам Ансальди, его отец начал заниматься с ним футболом с 8 лет. У Кристиана есть брат, который младше его на три года, тоже футболист. В декабре 2008 года женился, супруга — Люсила, с которой он встречался с юношеских лет. У них трое детей, две дочери близняшки и сын Майкл Кристофер.

## Статистика

### Клубная
| Выступление              | Выступление      | Выступление      | Лига | Лига | Кубки | Кубки | Еврокубки | Еврокубки | Итого | Итого |
| Клуб                     | Лига             | Сезон            | Игры | Голы | Игры  | Голы  | Игры      | Голы      | Игры  | Голы  |
| ------------------------ | ---------------- | ---------------- | ---- | ---- | ----- | ----- | --------- | --------- | ----- | ----- |
| Ньюэллс Олд Бойз         | Примера-Дивизион | 2005/06          | 7    | 0    | —     | —     | —         | —         | 7     | 0     |
| Ньюэллс Олд Бойз         | Примера-Дивизион | 2006/07          | 10   | 2    | —     | —     | —         | —         | 10    | 2     |
| Ньюэллс Олд Бойз         | Примера-Дивизион | 2007/08          | 12   | 0    | —     | —     | —         | —         | 12    | 0     |
| Ньюэллс Олд Бойз         | Итого            | Итого            | 29   | 2    | 0     | 0     | 0         | 0         | 29    | 2     |
| Рубин                    | Премьер-лига     | 2008             | 27   | 1    | 1     | 0     | —         | —         | 28    | 1     |
| Рубин                    | Премьер-лига     | 2009             | 25   | 1    | 2     | 0     | 5         | 0         | 32    | 1     |
| Рубин                    | Премьер-лига     | 2010             | 20   | 0    | 1     | 0     | 4         | 0         | 25    | 0     |
| Рубин                    | Премьер-лига     | 2011/12          | 27   | 0    | 1     | 0     | 7         | 1         | 35    | 1     |
| Рубин                    | Премьер-лига     | 2012/13          | 25   | 0    | 1     | 0     | 9         | 0         | 35    | 0     |
| Рубин                    | Премьер-лига     | 2013/14          | 4    | 0    | 0     | 0     | 2         | 0         | 6     | 0     |
| Рубин                    | Итого            | Итого            | 128  | 2    | 6     | 0     | 27        | 1         | 161   | 3     |
| Зенит                    | Премьер-лига     | 2013/14          | 9    | 1    | 0     | 0     | 4         | 0         | 13    | 1     |
| Зенит                    | Премьер-лига     | 2015/16          | 0    | 0    | 1     | 0     | 0         | 0         | 1     | 0     |
| Зенит                    | Итого            | Итого            | 9    | 1    | 1     | 0     | 4         | 0         | 14    | 1     |
| Атлетико Мадрид (аренда) | Ла Лига          | 2014/15          | 7    | 0    | 1     | 0     | 0         | 0         | 8     | 0     |
| Атлетико Мадрид (аренда) | Итого            | Итого            | 7    | 0    | 1     | 0     | 0         | 0         | 8     | 0     |
| Дженоа (аренда)          | Серия А          | 2015/16          | 24   | 0    | 1     | 0     | 0         | 0         | 25    | 0     |
| Дженоа (аренда)          | Итого            | Итого            | 24   | 0    | 1     | 0     | 0         | 0         | 25    | 0     |
| Всего за карьеру         | Всего за карьеру | Всего за карьеру | 197  | 5    | 9     | 0     | 31        | 1         | 237   | 6     |

### Матчи и голы за сборную
| № | Дата           | Оппонент   | Счёт | Голы Ансальди | Соревнование      | Примечание |
| 1 | 14 ноября 2009 | Испания    | 1:2  | -             | Товарищеский матч | 41'        |
| 2 | 5 июня 2011    | Польша     | 1:2  | -             | Товарищеский матч |            |
| 3 | 6 февраля 2013 | Швеция     | 3:2  | -             | Товарищеский матч | 61'        |
| 4 | 13 ноября 2014 | Хорватия   | 2:1  | 1             | Товарищеский матч | 49′ 77'    |
| 5 | 19 ноября 2014 | Португалия | 0:1  | -             | Товарищеский матч | 30' 73'    |

Итого: 5 матчей / 1 гол; 2 победы, 0 ничьих, 3 поражения.